# German Offroad Masters
Die German Offroad Masters (GORM) sind eine lizenzfreie DMV-Rallye-Raid-Meisterschaft mit vier Wertungsläufen. Seit dem ersten Rennen 2007 haben sich die GORM, mit ihren 24-Stunden-Rennen, zu Deutschlands größter Marathon-Rallye entwickelt.

## Geschichte
Die German Offroad Masters wurden 2007 erstmals am Nürburgring, später an verschiedenen Veranstaltungsorten durchgeführt. Seit 2008 wird eine Rennserie mit vier Wertungsläufen ausgetragen und 2009 wurde das erste 24-Stunden-Rennen über etwa 1000 km veranstaltet. Bekannte Fahrer sind beispielsweise der FIA-Baja-Rallye-Vizeeuropameister Josef Sykora (2007) sowie Thomas Wallenwein und Ellen Lohr, die 2011 erstmals am 24-Stunden-Rennen teilnahmen.
In den Jahren 2012, 2015 und 2016 nahm die Rallye Dakar Siegerin Jutta Kleinschmidt am 24-Stunden-Rennen teil.
Von 2013 bis 2017 fand eine Zusammenarbeit mit der Baja Deutschland und seit 2019 mit der Baja Europe der RBI Sport statt, bei der Wertungspunkte für die DMV-Rallye-Raid-Meisterschaft eingefahren werden konnten.

## Klassen
- T1 (Proto) > 1150 kg / < 2300 mm breit /< 3500 kg, Fahrzeug modifiziert
- T2 (Seriennah) > 1150 kg/ <2100 mm breit / < 3500 kg
- T3 (UTV, SBS) > 400 kg / <1150 kg
- T4 (LKW) > 3500 kg / <20000 kg
- Q1 (Quad) >150 kg / Allrad
- Q2 (Quad) >75 kg / 2 WD